# سعدان ذهبي أفطس الأنف
سعدان ذهبيّ أفطس الأنف؛ القرد الذهبي أفطس الأنف (الاسم العلمي: Rhinopithecus roxellana) هو قرد من سعادين العالم القديم من فصيلة كولبساوات. يستوطن في منطقة صغيرة في الغابات الجبلية المُعتدلة وسط وجنوب غرب الصين. كما يسكن الغابات الجبلية في جنوب غرب الصين التي تصل إلى ارتفاعات 1,500–3,400 م (4,900–11,200 قدم) فوق مستوى سطح البحر. الاسم الصيني هو سعدان الشعر الذهبي سيتشوان (四川 金丝猴). كما يشار إليه على نطاق واسع باسم سعدان سيتشوان أفطس الأنف.   من بين الأنواع الثلاثة للقرود أفطس الأنف في الصين، ويُعتبر السعدان الذهبي أفطس الأنف هو الأكثر انتشارًا في جميع أنحاء الصين.
يتكرر تساقط الثلوج في نطاق تواجد هذا القرد، ويمكنه تحمّل متوسط درجات الحرارة الباردة بشكل أفضل من أي رئيسيات أخرى. نظامه الغذائي يختلف بشكل ملحوظ خلال تعاقب المواسم. في المقام الأول يُعتبر حيوان عاشب، والأشنات هي المصدر الغذائي الرئيسي له. وهو نهاريٌ شجريٌ إلى حداً كبير، ويقضي حوالي 97 ٪ من وقته في الظِلّة. هناك ثلاثة أنواع فرعية لهذا القرد. تتراوح تقديرات أعداده من 8,000 إلى 15,000 وهو مُهدد بفقدان الموائل.

## التصنيف
يحدد علماء الأحياء حاليًا ثلاثة أنواع فرعية من هذا القرد، والتي يمكن تمييزها أساسًا بطول ذيولها ، بالإضافة إلى سمات هيكلية وأسنان معينة. المستوطنة البشرية الكثيفة في جزء كبير من شرق سيتشوان ووادي نهر هان في جنوب شنشي تخلق فصلًا جغرافيًا بين الأنواع الفرعية الثلاثة.
- سعدان موبين الذهبي أفطس الأنف ، Rhinopithecus roxellana roxellana . تم العثور على هذه الأنواع الفرعية في المناطق الجبلية المحيطة بحوض سيتشوان من الغرب والشمال. وفقًا للتقديرات التي تم إجراؤها بين عامي 1995 و 2006 ، يشمل السكان حوالي 10000 فرد، يعيش معظمهم في سيتشوان.
- سعدان تشينلينغ الذهبي أفطس الأنف ، Rhinopithecus roxellana qinlingensis . وفقًا لتقدير نُشر في عام 2001 ، تضمنت هذه الأنواع الفرعية حوالي 3800-4000 فرد (حوالي نصفهم من البالغين) في 39 في جبال تشينلينغ في جنوب شنشي.[10]
- سعدان هوبي الذهبي أفطس الأنف، Rhinopithecus roxellana hubeiensis . أعضاء هذه السلالة يقيمون في جبال دابا (على وجه الخصوص، على شن نونغ جيا) من غرب هوبى وشمال شرق تشونغتشينغ. [ا] [11]

## الخصائص البدنية
السعدان الذهبي أفطس الأنف البالغ وشبه البالغ هو ثنائي الشكل جنسياً.
الذكور البالغين (الذين تزيد أعمارهم عن 7 سنوات) لديهم أجسام كبيرة مُغطاة بشعر ذهبيّ طويل للغاية على ظهورهم ومنطقة الرأس. القمة بُنيّة متوسطة بينما الظهر، والتاج إلى القفا، والذراعين والفخذين الخارجيين بني غامق. تحتوي القمة البُنية أيضًا على شعيرات منتصبة جسديًا، والتي يكون شكلها مفيدًا لتحديد الهوية الشخصية.  أيضًا، عندما تكون أفواههم مفتوحة، تُمّكن الباحثين من مُراقبة الأنياب الطويلة. هم عادة بين 58 سم و 68 سم ويزن حوالي 16.4 كلغ. 
الذكور ما قبل البلوغ (الذين تتراوح أعمارهم بين 5-7 سنوات) لديهم نفس حجم جسم الذكر البالغ، ولكن لديهم أجسام أكثر رشاقة. إن شعيرات الواقي الذهبي على الحرملة قصيرة ومتفرقة، ويظهر القمم البني المتوسط شقوقًا دقيقة، بينما يتحول أيضًا من اللون البني. 
الإناث البالغات (يُقدر عمرهن أكثر من 5 سنوات) أصغر في الحجم ويبلغ حجمهن حوالي نصف حجم الذكور البالغين. يتحول لون الظهر والتاج إلى القفا والرأس والذراعين والفخذين الخارجيين إلى البني إلى البني الغامق في بعض الإناث الأكبر سناً.  ومع ذلك، فإن شعر الحارس الذهبي موجود أيضًا في منطقة الظهر والرأس، ولكنه أقصر في الطول منه عند الذكور. يظهر الشعار البني النطاقات الصغيرة . ثديهم وحلماتهم كبيرة ويمكن رؤيتها بسهولة وهو مفيد أيضًا في تحديد الهوية بعد الحمل، من الشائع ملاحظة الرضع وحديثي الولادة يتدلى ون تحت بطن الإناث أثناء التسلق أو المشي. هم عادة بين 47 سم و 52 سم ويزن حوالي 9.4 كلغ. 
الأحداث (التي تتراوح أعمارهم من سنة واحدة على الأقل إلى 3 سنوات) صغيرة جدًا، حيث تقل عن ثلثي حجم الإناث البالغات. شعر الجسم بني فاتح، يتحول تدريجياً إلى ذهب مُحمر أما باقي أجزاء الجسم (الظهر، والتاج، والعنق، والذراعين، والفخذين الخارجيين) فشعرها بني. لا يمكن التعرف على الشعيرات الذهبية في منطقة الظهر أو الرأس، ولا يوجد قمة بنية متوسطة في مرحلة ما قبل البلوغ. التمييز الجنسي صعب لأن أعضائهم التناسلية الخارجية غير مكتملة النمو.
الرُضع (من عمر 3 أشهر إلى 1 سنة) يكون لونهم بني فاتح، ويظهرون أبيضًا في ضوء الشمس. غالبًا ما يُلاحظ أنهم يلعبون مع الأحداث أو الرضع الآخرين، ولكن يُلاحظ أنهم يقضون معظم وقتهم بجانب أمهاتهم أو يرضعون الحليب. كما لوحظ أنهم يتشبثون من الجزء الأمامي من أمهاتهم (في المقام الأول أسفل البطن) للحماية والتغذية والرعاية. لا يمكن تمييز جنسهم للفرد في هذا الوقت وكذلك عند الأطفال حديثي الولادة.
يتحول لون الأطفال حديثي الولادة (الذين تقل أعمارهم عن 3 أشهر) إلى اللون الرمادي الداكن إلى الرمادي الفاتح. يتحول لونها إلى اللون الرمادي الفاتح بعد حوالي شهرين. كما لوحظ أنهم نادرًا ما يتركون أمهاتهم لإناث أخريات يحملنهم، والمعروف باسم رعاية غير والدية. لا يمكن تمييز الجنس في هذا الوقت.

## الموئل والتوزيع
يقتصر توزيع السعدان الذهبي أفطس الأنف على الغابات المعتدلة في الجبال لأربع مقاطعات في الصين: سيتشوان ، وقانسو ، وشنشي ، وهوبي.  تم العثور على هذا القرد على ارتفاعات 1500-3400 متر. ، توجد القرود الذهبية ذات الأنف الأفطس عمومًا في الغابات الجبلية العالية، والغابات عريضة الأوراق والصنوبرية. داخل هذه المنطقة، يختلف الغطاء النباتي باختلاف الارتفاع في الغابات النفضية التي يزيد ارتفاعها عن 2200 متر والغابات الصنوبرية التي يزيد ارتفاعها عن 2600 متر. خلال أشهر الشتاء، ينتقلون عادة إلى ارتفاعات منخفضة. متوسط درجة الحرارة السنوية 6.4 درجة مئوية بحد أدنى -8.3 درجة مئوية في يناير وبحد أقصى 21.7 درجة مئوية درجة مئوية في يوليو.
حجم نطاق المنزل يختلف موسميا. يعتمد التغيير في حجم وموقع نطاق المنزل على توافر وتوزيع الطعام. المساحة الإجمالية التي تغطيها نطاقات المنزل الموسمية كبيرة بشكل مدهش بالنسبة للأنواع. واحدة من أكبر مجموعات المنازل التي تم العثور عليها مغطاة 40 كم 2.

## السلوك
تم العثور على السعدان الذهبي أفطس الأنف في مجموعات تتراوح في الحجم من 5-10 أفراد، يمكن ملاحظتها في بعض الأحيان بتركيزات ضخمة تصل إلى 600 فرد. يمكن أن يكون التنظيم الاجتماعي لهذا النوع معقدًا للغاية. تتكون هذه المجتمعات متعددة المستويات من العديد من وحدات التي تضم ذكرًا بالغًا بالإضافة إلى عدد من الإناث البالغات وذريتهم. حتى أن بعض المراقبين توصلوا إلى استنتاج مفاده أن مجموعات البحث الكبيرة هذه هي مجتمعات متعددة الذكور والإناث.

### التكاثر
تنضج الإناث جنسياً في حوالي 5 سنوات من العمر. ينضج الذكور جنسياً في عمر حوالي 5-7 سنوات.  قد يحدث التزاوج على مدار العام ولكنه يبلغ ذروته في شهر أكتوبر. هذا يقترب من فترة الحمل في عمر 6-7 أشهر. يلد القرد الذهبي أفطس الأنف من مارس إلى يونيو. 

### الحمية
يأكل السعدان الذهبي أفطس الأنف (من الأكبر إلى الأقل) الأشنات والأوراق الصغيرة والفواكه أو البذور والبراعم والأوراق الناضجة والأعشاب واللحاء والزهور . يختلف هذا النظام الغذائي من موسم لآخر، مما يظهر ارتباطًا مرة أخرى بين توافر الغذاء ونطاق المنزل. يُظهر هذا النظام الغذائي أيضًا تباينًا موسميًا معقدًا. النظام الغذائي الشهري لقرود شن نونغ جيا الطبيعية تختلف من المقام الأول بـ الأشنيات بين نوفمبر وأبريل، إلى خليط من آكلات الأعشاب وآكلى لحوم البشر الحزاز من شهر مايو إلى شهر يوليو وكذلك خليط من مقتات الفواكه (أو آكلى البذور) وآكلى لحوم البشر المسطح أو آكلى لحوم البشر المسطح في المقام الأول بين أغسطس وأكتوبر.  بالنسبة لهذا الاختلاف الموسمي، يبدو أن كمية الأشنات المستهلكة تتناقص في الصيف مع زيادة توافر الفاكهة أو البذور. يبدو أن أنواع الأشنات المفضلة لدى القرود تنمو في أنواع مثل الخوخ و الصفصاف و التفاح الهولي . تم العثور على الأشنات في وفرة كبيرة على الأشجار الميتة.  لم تتم ملاحظة القرود في محمية تشينغموشوان الطبيعية تتغذى على الأشنة ؛ خلال الشتاء تتغذى في الغالب على الأوراق واللحاء والبراعم، وخلال الصيف تتغذى في الغالب على ثمار قرانيا العملاقة. 
يفضل هذا الرئيسيات العلف في الأشجار الكبيرة لأنواع الأشجار، ويقضي معظم الوقت في استخدام الغابات الأولية والغابات الصغيرة، ونادرًا ما يستخدم غابات الشجيرات ولا يستخدم الأراضي العشبية.  على الرغم من أنها في المقام الأول العلف في الأشجار وأحيانا على الأرض، لديهم العديد من الحيوانات المُفترسة، بما في ذلك كل من الثدييات، مثل كلب الدول (Cuon alpinus)، الذئب (Canis lupus)، القط الذهبي الآسيوي (Catopuma temmincki)، و نمر (Panthera pardus) ، والطيور، مثل النسر الذهبي ( Aquila chrysaetos ) والباز الشمالي ( Accipiter gentilis).

### الهياكل الاجتماعية
المستوى الأساسي للتنظيم الاجتماعي هو الوحدة الاجتماعية التي تضم ذكرًا واحدًا ومتعددة الإناث (OMU)، والتي تحتوي على ذكر واحد يتكاثر، والعديد من الإناث المتكاثرة وذريتهم. توجد أيضًا وحدات من الذكور الانفراديين فقط (AMU) ، حيث يقيم العديد من الذكور العازبين معًا. العديد من هؤلاء هم من الذكور الأحداث وشبه البالغين الذين انتقلوا مباشرة من الوحدة الأولى إلى الثانية. في بعض الحالات، يكون أعضاء الذكور الانفراديين البالغين ذكورًا سابقين مقيمين في وحدة OMU. يتميز أعضاء الذكور الانفراديين بتسلسل هرمي متدرج حسب العمر وعلاقات الأقارب. الذكور الانفراديون هم في الأساس بالغون تم استبدالهم كذكور متكاثر في OMU الخاصة بهم. ومع ذلك، قد ينتقلون إلى فرقة من الذكور فقط أو يتبعون فرقة التربية ويحاولون الاستيلاء على OMU من الذكر الواحد. فرقة التربية عبارة عن تجميع لوحدات OMU التي تنسق نشاطها اليومي. على الرغم من أنهم يتغذون ويستريحون ويسافرون معًا بطريقة منسقة، نادرًا ما ينخرط أعضاء وحدات OMU المختلفة داخل نطاق التكاثر في التفاعلات الاجتماعية. تتكون الفرقة المكونة من ذكور فقط من 1-3 وحداتAMU متميزة اجتماعيًا عن بعضها البعض ولكنها تنسق أنشطتها في القرب المكاني. . يتكون القطيع من عصابة تكاثر مرتبطة، وعصابة من الذكور الانفراديين. تتكون المجموعة من قطيعين أو أكثر في نطاق منزلي كبير. وقد لوحظ أن الأفراد و OMU ينتقلون بين قطعان هذا المجتمع متعدد المستويات.

## في الحفظ

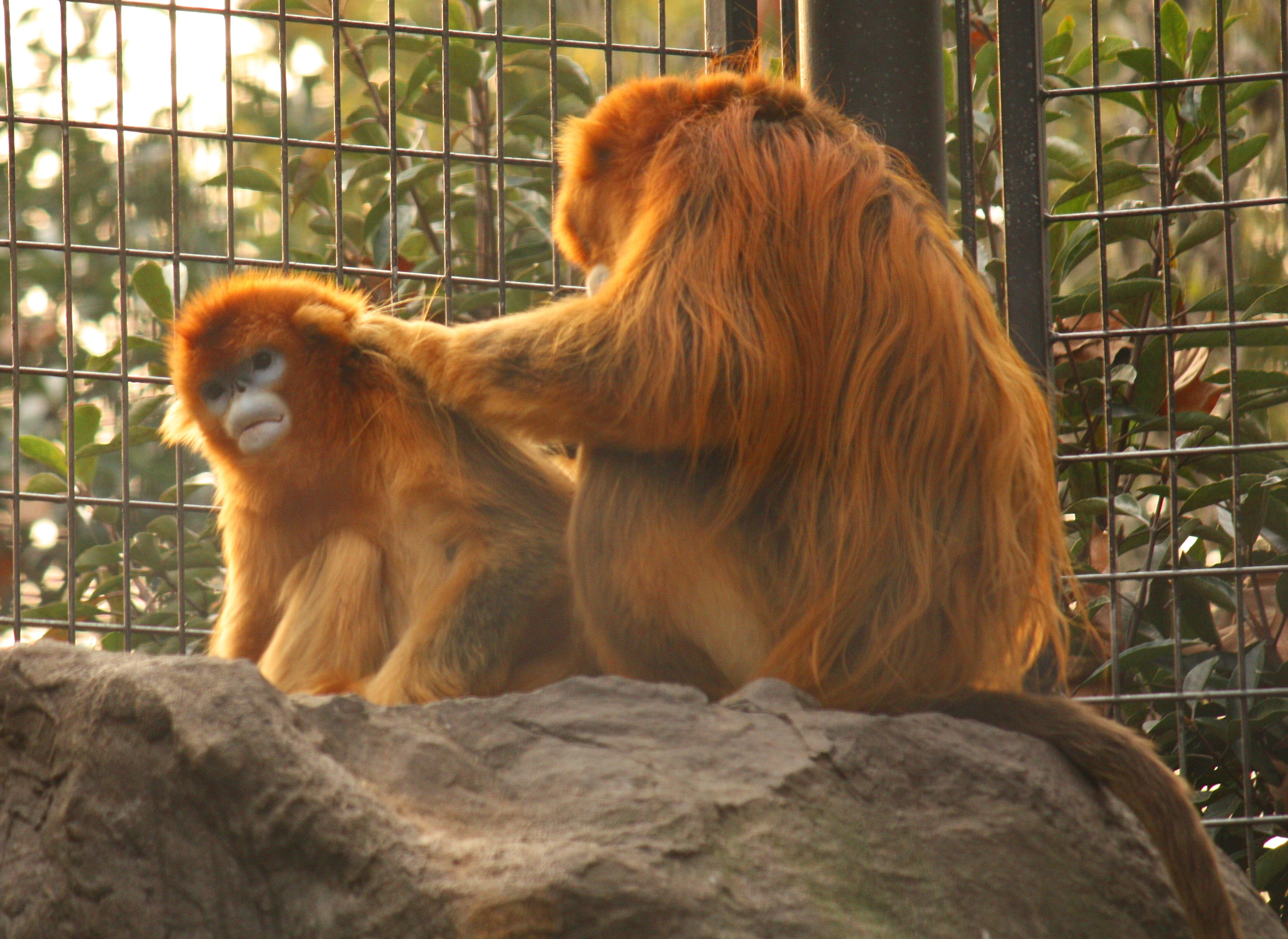
إناث وذكور في حديقة حيوان شنغهاي

السعدان الذهبي ذو الأنف الأفطس مهدد بالانقراض بسبب فقدان موطنه. على سبيل المثال، تعتبر الأشنات العنصر الأساسي في النظام الغذائي للقرد وتتمتع الأشجار الميتة بأكبر تغطية للأشنة. لسوء الحظ، يتم قطع الأشجار الميتة، مما يقلل من جودة البيئة وتوافر الغذاء. يعتبر القرد مغذيًا انتقائيًا للغاية، لذا فإن الضرر الذي يلحق بموطنه يؤثر بشكل خطير على الأنواع. 
تم العثور على هذا الرئيسيات في عدد من المناطق المحمية، بما في ذلك محمية بايخه الطبيعية، ومحمية فوبينج الطبيعية الوطنية، ومتنزه شينونججيا الوطني، ومحمية وانجلانج الطبيعية الوطنية. القرد الذهبي أفطس الأنف مدرج أيضًا في الملحق الأول من اتفاقية التجارة الدولية في الأنواع المهددة بالانقراض (CITES) مما يعني أن التجارة الدولية في هذا النوع محظورة.
في عام 2004 ، تم الإعلان عن الجانب المهدّد بالانقراض من هذا القرد في طابع بريدي صادر عن غيرنزي بوست .

## في حدائق الحيوان
حافظت حديقة حيوان سان فرانسيسكو على هذا النوع خلال عام 1985 ، واحتفظت حديقة حيوان سان دييغو بهذا النوع قبل الثمانينيات. خارج الصين فقط هونغ كونغ واليابان وكوريا الجنوبية تحتفظ بالقرود ذات الأنف الذهبي.  

## روابط خارجية
- قرد ذهبي أفطس الأنف في بطاقة ماكسيموم من الصين
- ARKive - صور وأفلام القرد الذهبي أفطس الأنف (Rhinopithecus roxellana)
- صور القرد الذهبي أفطس الأنف من المصور الصيني Xi Zhinong نسخة محفوظة 11 فبراير 2013 at Archive.is
- Jablonski، المحرر (1998). The natural history of the doucs and snub-nosed monkeys. Volume 4 of Recent advances in human biology. World Scientific. ISBN:981-02-3131-8. مؤرشف من الأصل في 2021-04-16.981-02-3131-8

1. ↑  تشونغتشينغ Municipality was separated from سيتشوان Province in 1997, and included much of Sichuan's part of the Daba Mountains, and all of former Sichuan-Hubei border. Thus older sources referring to the "northeastern Sichuan", may often mean counties transferred to the new Chongqing Municipality.